# Cinemark
Cinemark (NYSE: CNK)  é uma cadeia de cinemas americana que iniciou suas operações em 1984 e desde então opera cinemas com centenas de locais nas Américas e em Taiwan. Está sediada em Plano, Texas, na área de Dallas-Fort Worth. A Cinemark é líder no setor de exibição cinematográfico com 521 salas e 5.855 telas nos Estados Unidos e na América Latina em 30 de junho de 2022. É a maior rede de cinemas do Brasil, com 30% de participação de mercado. A sede brasileira da rede está localizada em São Paulo.

## História
A Cinemark foi fundada por Lee Roy Mitchell como uma rede de cinemas na Califórnia, Texas e Utah. Não está claro quando o Cinemark foi fundado. Enquanto a Cinemark oficialmente afirma ter sido lançada em 1984 (e anteriormente reivindicou a data de fundação em 1983), registros online mostram que a Cinemark pode ter começado já em 1977. As raízes da empresa remontam à década de 1960, quando os irmãos JC e Lee Roy Mitchell criaram Mitchell Theatres, Inc. Em 1972, a empresa foi nomeada Texas Cinema Corporation. Lee Roy Mitchell então formou um grupo de cinemas sob o nome Cinemark começando em 1977. A Cinemark Corporation e Texas Cinema Corporation fundiram operações em junho de 1979 criando um portfólio de 25 cinemas no Texas e Novo México sob a marca Cinemark. Em 26 de março de 1980, Henry G. Plitt, da Plitt Theatres Holdings, comprou o circuito de cinemas Cinemark.  Mas a Cinemark Corporation continuou suas operações adquirindo cinemas existentes e começou a construir novos cinemas. Em 1987, a Cinemark adquiriu todos os Plitt Theatres.
Com a abertura do Movies 8 na 3912 Hampton Road em Texarkana, Texas, em 1987, a Cinemark começou a construir cinemas com interiores coloridos e grandes fliperamas. Anúncios legais indicam que a empresa conhecida como Cinemark USA, Incorporated, começou oficialmente em 31 de dezembro de 1987. No ano seguinte, a Cinemark lançou seu mascote Front Row Joe, criado pelo estúdio de animação independente Wilming Reams Animation. Este gato animado apareceu em trailers de políticas e em produtos de concessão para crianças.O mascote foi aposentado em 1998, quando o Cinemark começou a abrir cinemas em estilo Art Déco, e foi revivido em 2004 para seu 20º aniversário, e novamente em 2018 com um visual CGI, laranja mais escuro e a cor bege sendo adicionada. Em 1992, a Cinemark abriu um novo conceito de cinema chamado Hollywood USA em Garland, Texas; esse conceito foi posteriormente refinado na marca de cinemas Tinseltown USA, que eram muito maiores do que os que o Cinemark havia construído anteriormente. No ano seguinte, o Cinemark se expandiu para a América Latina com a inauguração de um cinema em Santiago, Chile. No ano seguinte, o Cinemark abriu quatro cinemas no México. Em 1998, a Cinemark anunciou que substituiria seus interiores de cores brilhantes com o que a Cinemark caracterizou como um design Art Déco mais clássico. Através da construção e aquisições de novos teatros, tornou-se a terceira maior rede de teatros dos Estados Unidos e a segunda maior rede de teatros do mundo.[carece de fontes?] O filho de Mitchell, Kevin Mitchell, trabalhou na empresa como executivo até sair em 2007 para fundar o ShowBiz Theatres. Em 2013, a Cinemark decidiu vender todos os seus cinemas mexicanos para o Cinemex.
A Cinemark tem um acordo com a Universal Pictures em que filmes que arrecadam mais de US $ 50 milhões no mercado interno durante seu primeiro fim de semana nos cinemas continuarão a ser exibidos nos cinemas exclusivamente por cinco fins de semana, ou 31 dias. Depois disso, enquanto os cinemas podem continuar a exibir um filme, o título torna-se disponível em plataformas de aluguel online, como Apple TV e Amazon Prime Video.

### Processo judicial do Departamento de Justiça dos Estados Unidos
Na década de 1990, o Cinemark foi uma das primeiras redes a incorporar assentos em formato de estádio em seus cinemas. Em 1997, deficientes físicos entraram com um processo contra o Cinemark, alegando que suas poltronas estilo estádio forçavam os clientes que usavam cadeiras de rodas a se sentar na primeira fila do cinema, tornando-os efetivamente incapazes de ver a tela sem assumir uma posição horizontal. O caso foi ouvido no tribunal distrital de El Paso no caso Lara v. Cinemark USA, onde um juiz determinou que a arquitetura do Cinemark violava a Lei dos Americanos com Deficiências (ADA). A decisão foi posteriormente anulada pelo Quinto Tribunal de Recursos do Circuito, que decidiu que o Cinemark só tinha que fornecer uma "visão desobstruída" da tela e que, uma vez que a visão dos usuários com deficiência era apenas estranha e não estava realmente obscurecida, o Cinemark não estava violando a lei.
Em resposta, o Departamento de Justiça dos Estados Unidos (DOJ) abriu seu próprio processo contra a Cinemark enquanto apelava da decisão do tribunal de apelação. O DOJ argumentou que, embora o Cinemark não estivesse tecnicamente violando o ADA, ainda assim estava discriminando os clientes com deficiência, relegando-os aos piores assentos do cinema. A Cinemark respondeu entrando com uma ação contra o Departamento de Justiça, alegando má conduta por parte do DOJ.
O processo da Cinemark foi arquivado e o Departamento de Justiça deu andamento ao processo. A Cinemark acabou concordando em fazer um acordo fora do tribunal antes que a corte chegasse a uma decisão, concordando com o DOJ que era do melhor interesse da empresa encerrar o litígio antes que uma decisão fosse emitida. De acordo com os termos do acordo, o Cinemark concordou em renovar todos os cinemas existentes para fornecer aos clientes que usavam cadeiras de rodas acesso a fileiras mais altas em seus cinemas, e também concordou que todos os cinemas futuros seriam construídos de forma a permitir que clientes deficientes tivessem melhor acesso às fileiras mais altas. Por sua vez, o Departamento de Justiça concordou em não abrir novos processos contra a empresa em relação à arquitetura dos assentos dos estádios conforme se aplica ao ADA.

### Massacre em Aurora
Em 20 de julho de 2012, um atirador abriu fogo durante a estreia à meia-noite de The Dark Knight Rises em um cinema em Century, em Aurora, no Colorado, matando 12 pessoas e ferindo outras 70. O atirador, mais tarde identificado como James Eagan Holmes, que se acreditava estar agindo sozinho, entrou no cinema vestido com roupas de proteção, disparou granadas táticas e, em seguida, abriu fogo com várias armas de fogo contra os espectadores. Contando tanto as fatalidades quanto os feridos, o ataque foi o maior tiroteio em massa em termos de número de vítimas na história dos Estados Unidos na época. O cinema foi reaberto em 17 de janeiro de 2013.
O cinema foi processado por familiares das vítimas, que alegaram que o mesmo deveria ter tomado medidas maiores para prevenir tal tiroteio. Em maio de 2016, após anos de debate jurídico, um júri levou três horas para proferir um veredicto unânime de que a cadeia de cinemas não era responsável em qualquer grau pela tragédia que ocorreu. Como parte vencedora do julgamento, a Cinemark buscou cerca de US $ 700.000 dos demandantes para recuperar as despesas do litígio. Em setembro de 2016, após objeções das vítimas, Cinemark retirou todos os pedidos de reembolso de taxas legais. Um grupo separado de vítimas também foi demitido em tribunal federal quando o juiz distrital dos Estados Unidos R. Brooke Jackson decidiu: "[James Holmes] as próprias ações premeditadas e intencionais foram a causa predominante das perdas dos reclamantes."
Na esteira do tiroteio em 2018 em Parkland, Flórida, a Cinemark anunciou que não permitiria mais bolsas maiores que 30 cm x 30 cm x 15 cm (12 pol x 12 pol x 6 pol.) Em seus cinemas como medida de segurança.

### Fechamento temporário em 2020
A partir de 18 de março de 2020, o Cinemark fechou todos os seus 345 cinemas nos Estados Unidos indefinidamente devido à pandemia COVID-19.

## No Brasil
Em 1995, a Cinemark enviou ao país o executivo nova-iorquino Joe Resnick, que havia sido presidente da Associação Americana dos Proprietários de Cinemas (NATO, na sigla em inglês)  com o objetivo de avaliar o mercado local e a possibilidade de implantação de uma filial em terras brasileiras. Após visitar as cidades do Rio de Janeiro, São Paulo, Recife e Salvador, Resnick relatou a situação de decadência das salas e retração do mercado, em virtude do desconforto e oferta de filmes para a TV. Aprovada a chegada ao Brasil, em 6 de julho de 1997 deu-se a inauguração do primeiro complexo no Shopping Colinas, na cidade de São José dos Campos. 

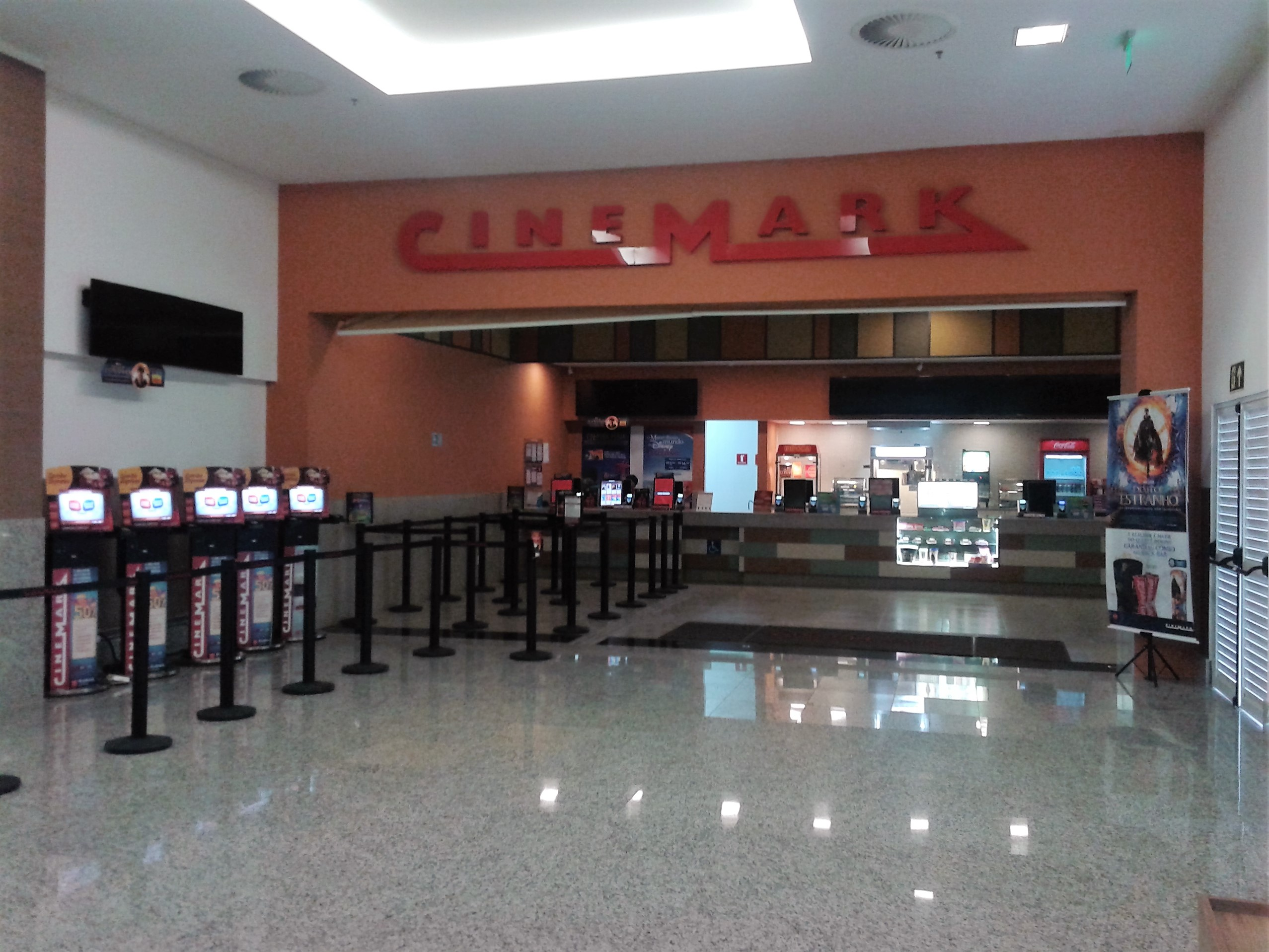
Vista da área externa do Cinemark instalado no Boulevard Shopping de Camaçari, Bahia

Em 2009, a Cinemark introduziu o seu próprio conceito de tela grande, conhecido como XD, e tem planos para instalá-lo em diversas áreas pelo mundo. Nos EUA, todas as telas XD instaladas depois de agosto de 2010 contam com som 7.1 surround e os instalados após outubro de 2012 com (ou modernizando-se) com Dolby Atmos. Elas também possuem um sistema digital de transmissão de vídeos, mas ainda sem transmissão em resolução 4K, que pertence a rede Cinépolis e a United Cinemas International - UCI.
A Cinemark encerrou o ano de 2015 no 1.o lugar entre os maiores exibidores do país por número de salas, detendo um market share de 10,5%. Seu atual presidente é o executivo brasileiro Marcelo Bertini. Em 2011, ele recebeu o prêmio "Executivo de Valor", concedido pelo jornal Valor Econômico.
Em agosto de 2021, a  Cinemark anunciou que vai substituir o programa de fidelidade do cliente "Cinemark Mania" pelo "Meu Cinemark".
Desde 2022, atua ativamente na iniciativa "Semana do Cinema", evento criado pela Federação Nacional das Empresas Exibidoras Cinematográficas (FENEEC) e que visa tornar a sétima arte mais acessível ao público brasileiro.

### Prêmio
- 2013: placa comemorativa do Prêmio ED por ter inaugurado 500 salas de cinema (venceu}[36]